# Moritz Riedesel zu Eisenbach
Moritz Georg Ludwig Hermann Riedesel Freiherr zu Eisenbach (* 21. März 1849 in Darmstadt; † 27. März 1923 ebenda) war ein hessischer Offizier und Abgeordneter der 1. Kammer der Landstände des Großherzogtums Hessen.

## Familie
Riedesel war der Sohn des Erbmarschalls Giesebert Riedesel zu Eisenbach (1813–1885) und dessen Ehefrau Anna Freiin von Stosch-Siegroth (1824–1891). Er war evangelischer Konfession und heiratete in Zeist am 27. April 1876 Anna Blaauw (1852–1927), die Tochter des niederländischen Majors Gerrit Cornelius Blaauw. Die gemeinsame Tochter Katharina (1883–1969), eine gute Freundin von Alice von Battenberg, heiratete am 25. Oktober 1906 Wilhelm von Schlitz genannt von Görtz (1882–1935), den Sohn von Emil von Schlitz genannt von Görtz und dessen Ehefrau Sophia de Villeneuve Cavalcanti d’Albuquerque (1858–1902).

## Leben
Riedesel trat 1866 in das 1. Dragoner-Regiment der Großherzoglich Hessischen Armee ein und avancierte bis 1871 zum Premierleutnant. Er beteiligte sich innerhalb der Leib-Schwadron des Großherzoglich-Hessischen 1. Reiter-Regiment am Krieg gegen Frankreich und wurde mit dem Eisernen Kreuz II. Klasse ausgezeichnet.
1878 wurde er Obervorsteher des Stiftes Kaufungen. 1894–1897 war er als Vertreter seines Onkels, des Erbmarschalls Georg Riedesel zu Eisenbach, Mitglied der Ersten Kammer des 29.–30. Landtags des Großherzogtums Hessen. 1897–1918 war er als gewählter Abgeordneter des grundherrlichen Adels Mitglied der Ersten Kammer des 30.–36. Landtags des Großherzogtums Hessen; seine Wahl erfolgte am 20. Dezember 1897.